# Peter Maxwell Davies
Peter Maxwell Davies, född 8 september 1934 i Salford, Greater Manchester, död 14 mars 2016 på Sanday, Orkneyöarna, var en brittisk kompositör och dirigent. Han utnämndes 2004 till Master of the Queen's Music (för en period om tio år).
Maxwell Davies bodde under lång tid på Orkneyöarna, först på Hoy och senare på Sanday.

## Verk (urval)
- Revelation & Fall (tonsättning av Georg Trakls "Offenbarung und Untergang"; 1966) för sopran och 16 instrument
- Eight Songs for a Mad King (1969) (opera)
- Taverner (1972) (opera)
- The Martyrdom of St Magnus (1976) (opera)
- The Two Fiddlers (1978) (opera)
- Fyren (The Lighthouse) (1979) (kammaropera)
- The Rainbow (1981) (opera)
- An Orkney Wedding, with Sunrise (1985)
- Resurrection (1987) (opera)
- Symphony No.5 (1994)
- The Doctor of Myddfai (1995) (opera)
- Mr Emmet Takes a Walk (1999) (opera)